# Vilhelm Gebhard Moltke
Vilhelm Gebhard Moltke (4. december 1872 i Sæby – 30. november 1948 i Ordrup) var en dansk statsadvokat, far til Adam Moltke.
Han var søn af Adam Frederik Moltke, blev 1892 student fra Herlufsholm, 1899 cand. jur. og samme år overtallig betjent i Københavns Ordenspoliti, blev 1900 fast ansat, 1902 inspektionsbetjent og samme år overbetjent ved 2. afdeling (Opdagelsespolitiet). Moltke kom i 1903 til Aalborg Stiftamt som fuldmægtig, blev 1908 auditør i Hærens og Flådens fælles auditørkorps, 1916 assessor i Københavns Kriminal- og Politiret og 1919 statsadvokat ved Østre Landsretskreds. 1942 tog han afsked.
V.G. Moltke blev 12. maj 1926 Ridder af Dannebrogordenen, 23. april 1934 Dannebrogsmand og blev 30. december 1942 Kommandør af 2. grad.
Derudover blev Moltke 1901 sekondløjtnant af fodfolket, var 1903-08 medlem af Kommissionen til Fastsættelse af Vedligeholdelsessummer for Kirker i Aalborg Stift ved Tiendernes Afløsning og Revisor ved Aalborg Stiftsøvrighed, 1905-08 tillige amtsrådssekretær og amtsfondsbogholder, 1911-16 medlem af Fællesbestyrelsen for den af Hærens faste Embedsmænd oprettede Understøttelsesforening, 1913-17 lærer i retslære ved Kadetskolen, Søværnets Officersskole og Hærens Officersskoles ældste klasse samt 1917-22 formand for Københavns 5. Værgerådskreds.
Moltke blev gift 18. oktober 1902 i Rungsted med Ebba Augusta Tønder (27. maj 1879 i Næstved – 1970), datter af ritmester, senere oberst og kammerherre Ebbe Holger Valdemar Tønder og Marie Johanne Toft.